# 吉満義彦
吉満 義彦（よしみつ よしひこ、1904年〈明治37年〉10月13日 - 1945年〈昭和20年〉10月23日）は、日本の哲学者。日本における最初のキリスト教哲学者。鹿児島県奄美群島徳之島出身。鹿児島一中、一高文科丙類（仏語）を経て、1928年東京帝国大学倫理学科卒。在学中、岩下壮一に出会いプロテスタントからカトリックに改宗。フランスでジャック・マリタンに師事。1931年上智大学講師、東京公教神学校講師。雑誌『創造』、『カトリック研究』などに寄稿。また、戦時中の「近代の超克」企画に参画した。

## 著作
- 『カトリシスム・トーマス・ニューマン』 新生堂 1934
- 『文化倫理の根本問題』 新生堂 1936
- 『文学と倫理 附・充足的ヒューマニズムの問題』 十字堂書房 1937
- 『哲学者の神』 みすず書房 1947
- 『詩と愛と実存』 角川書店 1948 哲学選書
- 『吉満義彦著作集』全4巻、みすず書房 1948-52
- 『吉満義彦全集』全5巻、講談社 1984-85

1. 文化と宗教
2. 中世精神史研究
3. 近世精神史研究
4. 神秘主義と現代
5. 詩と愛と実存

- 『文学者と哲学者と聖者　吉満義彦コレクション』若松英輔編、文藝春秋〈文春学藝ライブラリー〉2022

### 翻訳
- ジヤック・マリテン『スコラ哲学序論』カトリック研究社 1928
- カール・アダム『カトリシスムの本質』岩波書店 1932
- 『ジャック・マリタン著作集 第1 形而上学序論』エンデルレ書店 1948

## 伝記
- 『永遠の詩人哲学者 吉満義彦－帰天50年によせて』同・記念出版の会編、ドン・ボスコ社、1997
- 若松英輔『吉満義彦　詩と天使の形而上学』岩波書店、2014
- 若松英輔『霊性の哲学』角川選書、2015

「第4章 文学者と哲学者と聖者―吉満義彦の生涯」

## 参考
- 日本人名大事典